# بی‌دینی در افغانستان

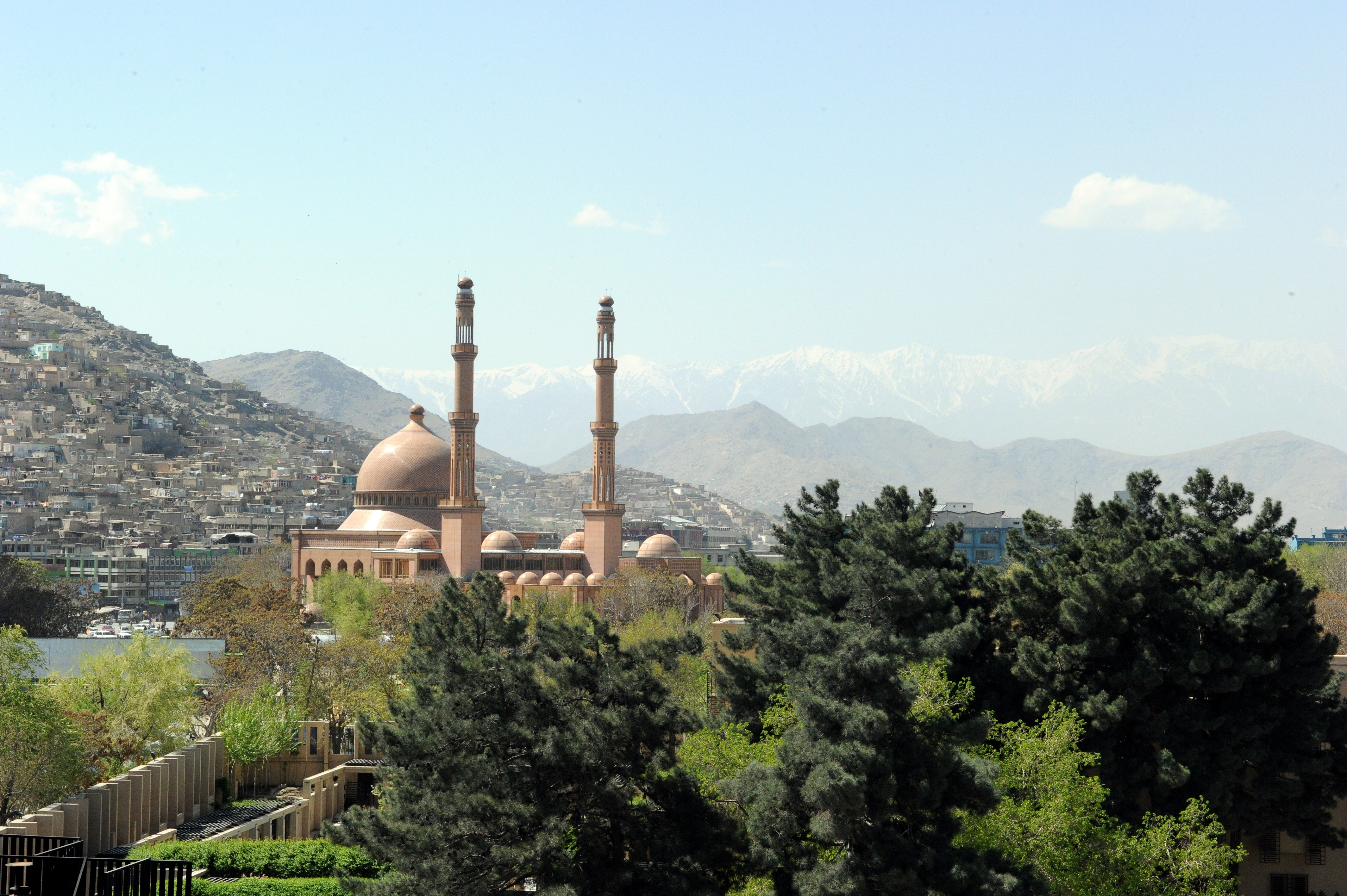
مسجدی در کابل

با توجه به مطالعه انجام شده توسط اتحادیه جهانی انسان‌گرا و اخلاق‌گرا (IHEU) افغانستان یکی از هفت کشور در جهان است (شش کشور دیگر ایران، مالدیو، موریتانی، پاکستان، عربستان سعودی و سودان) که در آن به عنوان یک خداناباور یا یک مرتد می‌تواند محکوم به مرگ محکوم شود. با توجه به گزارش سال ۲۰۱۲ شاخص جهانی از دین و الحاد گالوپ، افغانستان در میان کشورهای است که اکثر مردم علاقه‌ای به خداناباوری ندارند.